# (7204) Ondrejov
(7204) Ondrejov ist ein Asteroid des Hauptgürtels, der am 3. April 1995 vom tschechischen Astronomen Petr Pravec an der Sternwarte Ondřejov (IAU-Code 557) südlich von Prag entdeckt wurde.
Der Asteroid wurde nach der tschechischen Gemeinde Ondřejov u Prahy benannt, bei der 1898 die Sternwarte Ondřejov der Universität Prag errichtet wurde.